# Cibunar (Balapulang)
Cibunar is een bestuurslaag in het regentschap Tegal van de provincie Midden-Java, Indonesië. Cibunar telt 2113 inwoners (volkstelling 2010).